# 2021년 UEFA 네이션스리그 결선 토너먼트
2021년 UEFA 네이션스리그 결선 토너먼트(2021 UEFA Nations League Finals)는 2020-21년 UEFA 네이션스리그의 결선 토너먼트이자 UEFA 네이션스리그의 2번째 결선 토너먼트이다. 2021년 10월 6일부터 10월 10일까지 이탈리아에서 개최될 예정이며, 준결승전, 3·4위전, 결승전으로 구성되어 있다.
2020-21년 UEFA 네이션스리그의 1부 리그에 해당하는 2020-21년 UEFA 네이션스리그 A에서 각 조 1위를 차지한 4개 팀이 참가한다. 2021년 UEFA 네이션스리그 결선 토너먼트에서 우승한 팀은 2020-21년 UEFA 네이션스리그의 우승 팀이 된다.

## 규칙
UEFA 네이션스리그 결선 토너먼트의 모든 경기는 단판 승부 형식으로 진행된다. 양 팀이 정규 시간 90분(전반 45분, 후반 45분)이 끝난 상황에서 동점으로 끝난 경우에는 연장전(전반 15분, 후반 15분)을 실시한다. 연장전에서도 양 팀이 동점으로 끝난 경우에는 승부차기를 통해 승리 팀을 결정한다.
선수 교체는 한 팀당 최대 3명까지 가능하지만 연장전에 들어간 경우에는 최대 4명까지 교체할 수 있다. 결선 토너먼트의 모든 경기에서는 골라인 판독 기술, 비디오 판독 기술(비디오 어시스턴트 레프리, VAR)이 사용된다.

## 참가 팀
2020-21년 UEFA 네이션스리그 A에서 각 조 1위를 차지한 4개 팀은 2019년 UEFA 네이션스리그 결선 토너먼트에 진출한다.
| 팀                | 본선 진출 경로 | 본선 진출 날짜   | 과거 출전 대회 |
| ----------------- | -------------- | ---------------- | -------------- |
| 이탈리아 (개최국) | 리그 A 1조 1위 | 2020년 11월 18일 | 첫 출전        |
| 벨기에            | 리그 A 2조 1위 | 2020년 11월 18일 | 첫 출전        |
| 프랑스            | 리그 A 3조 1위 | 2020년 11월 14일 | 첫 출전        |
| 스페인            | 리그 A 4조 1위 | 2020년 11월 17일 | 첫 출전        |

## 일정
2021년 UEFA 네이션스리그 결선 토너먼트는 원래 2021년 6월 2일부터 6월 6일까지 열릴 예정이었다. 하지만 UEFA 유로 2020이 코로나19 범유행의 여파로 인하여 2021년 6월부터 7월까지로 연기되면서 UEFA 네이션스리그 결선 토너먼트 일정 또한 2021년 10월 6일부터 10월 10일까지로 연기되었다.

## 개최국 선정
UEFA 네이션스리그 결선 토너먼트 유치 자격은 리그 A에 참가한 팀들에게만 주어지며 결선 토너먼트에 진출한 4개 팀들 가운데 1개 팀에게만 개최 자격이 부여된다. UEFA 네이션스리그 결선 토너먼트의 모든 경기는 2개의 경기장에서 개최되는데 각 경기장의 수용 인원은 최소 30,000명 이상이어야 한다. 또한 각 경기장은 같은 개최 도시 안에 있거나 최대 약 150km 정도 떨어져 있어야 한다.
유럽 축구 연맹(UEFA)은 2020년 9월 24일에 마감 시한 이전까지 이탈리아, 네덜란드, 폴란드가 2021년 UEFA 네이션스리그 결선 토너먼트 유치를 신청했다고 밝혔다. 이탈리아, 네덜란드, 폴란드 3개 팀은 모두 리그 A 1조에 편성되어 있는데 리그 A 1조에서 1위를 차지한 팀은 2021년 UEFA 네이션스리그 결선 토너먼트를 개최할 자격을 받게 된다. 이탈리아는 2020년 11월 18일에 리그 A 1조에서 1위를 확정지으면서 UEFA 네이션스리그 결선 토너먼트 개최권을 획득했다. 만약 보스니아 헤르체고비나가 1위를 차지했다면 UEFA 집행위원회가 장소를 결정할 예정이었으나 취소되었다.
후보 목록
- 이탈리아
  - 밀라노 - 스타디오 주세페 메아차
  - 토리노 - 유벤투스 스타디움
- 네덜란드
  - 암스테르담 - 요한 크라위프 아레나
  - 로테르담 - 스타디온 페예노르트
- 폴란드
  - 바르샤바 - 바르샤바 국립 경기장
  - 바르샤바 - 스타디온 보이스카 폴스키에고 (잠재적)
  - 호주프 - 실롱스키 경기장 (잠재적)
  - 크라쿠프 - 크라쿠프 시립경기장 (잠재적)

## 개최 도시 및 경기장
| 밀라노                 | 토리노              |
| ---------------------- | ------------------- |
| 스타디오 주세페 메아차 | 유벤투스 스타디움   |
| 수용 인원: 75,923명    | 수용 인원: 41,507명 |
|                        |                     |

## 경기 결과
|  | 준결승전           | 준결승전 |                    |   | 결승전 | 결승전 |
|  |                    |          |                    |   |        |        |
|  | 10월 6일 - 밀라노  |          |                    |   |        |        |
|  |                    |          |                    |   |        |        |
|  | 이탈리아           | 1        |                    |   |        |        |
|  | 이탈리아           | 1        | 10월 10일 - 밀라노 |   |        |        |
|  | 스페인             | 2        |                    |   |        |        |
|  | 스페인             | 2        | 스페인             | 1 |        |        |
|  | 10월 7일 - 토리노  |          | 스페인             | 1 |        |        |
|  |                    | 프랑스   | 2                  |   |        |        |
|  | 벨기에             | 프랑스   | 2                  | 2 |        |        |
|  | 벨기에             |          |                    | 2 |        |        |
|  | 프랑스             | 3        |                    |   |        |        |
|  | 프랑스             | 3        | 3위 결정전         |   |        |        |
|  |                    |          |                    |   |        |        |
|  | 10월 10일 - 토리노 |          |                    |   |        |        |
|  |                    |          |                    |   |        |        |
|  | 이탈리아           | 2        |                    |   |        |        |
|  | 이탈리아           | 2        |                    |   |        |        |
|  | 벨기에             | 1        |                    |   |        |        |

### 준결승전
| 이탈리아              | 1 - 2 | 스페인                 |
| --------------------- | ----- | ---------------------- |
| 로렌초 펠레그리니 83′ |       | 17′, 45+2′ 페란 토레스 |

| 벨기에                                         | 2 - 3 | 프랑스                                                           |
| ---------------------------------------------- | ----- | ---------------------------------------------------------------- |
| 야닉 페레이라 카라스코 37′ · 로멜루 루카쿠 40′ |       | 62′ 카림 벤제마 · 69′ (페널티) 카림 벤제마 · 90′ 테오 에르난데스 |

### 3·4위전
| 이탈리아                                           | 2 – 1 | 벨기에               |
| -------------------------------------------------- | ----- | -------------------- |
| 니콜로 바렐라 46′ · 도메니코 베라르디 65′ (페널티) |       | 86′ 샤를 드 케텔라에 |

### 결승전
| 스페인              | 1 – 2 | 프랑스                              |
| ------------------- | ----- | ----------------------------------- |
| 미켈 오야르사발 64′ |       | 66′ 카림 벤제마 · 80′ 킬리앙 음바페 |

## 우승
| 2021년 UEFA 네이션스리그 결선 토너먼트 |
| -------------------------------------- |
| 프랑스 1번째 우승                      |